# Piotr Mauer
Piotr Mauer pseud. Pietrek (ur. 1899 w Warszawie, zm. 23 sierpnia 1942) – działacz komunistyczny.
Syn ślusarza i działacza SDKPiL Rajmunda i Józefy z Wiszniewskich. Pod wpływem ojca wstąpił do KPP. W 1928 uczył się w szkole partyjno-wojskowej w Moskwie. Po powrocie do Warszawy pracownik Wydziału Wojskowego Komitetu Warszawskiego KPP, funkcjonariusz partyjny. W 1929 utworzył grupę opozycyjną w KPP nazwaną od jego pseudonimu "pietrkowcami", liczącą ok. 50-70 członków KPP i KZMP, głównie z dzielnic Wola, Powązki, Powiśle i Ochota. We wrześniu 1930 "pietrkowcy" wystosowali list do KC KPP, krytykujący kierownictwo KPP za nieprzestrzeganie demokracji wewnątrzpartyjnej i obsadzanie kierowniczych stanowisk inteligentami zamiast robotnikami. Bronili odsuniętych na VI Plenum KC KPP od kierownictwa w partii Adolfa Warskiego, Marii Koszutskiej-Kostrzewy i Stefana Królikowskiego. W 1931 "pietrkowcy" zostali uznani przez Komitet Warszawski KPP za grupę frakcyjną i usunięci z partii. Mauer zaczął pracować w warszawskiej fabryce samochodów, a na początku 1932 wyjechał do ZSRR. Wstąpił do WKP(b). Wiosną 1936 został aresztowany i wydalony z partii. Pośmiertnie zrehabilitowany po XX Zjeździe KPZR.